# 미스 월드 2008
제 58회 미스 월드 2008 대회는 2008년 12월 13일의 남아프리카 공화국 요하네스버그의 샌톤 컨벤션 센터에서 열렸다. 원래 우크라이나 키예프에서 열릴 예정이었으나, 2008년 남오세티아 전쟁의 여파로 인하여 미스 월드 조직위원회는 동유럽 국가보다 안전한 곳을 선택하였는데, 그 곳이 바로 남아프리카 공화국이었다. 역대 미스 월드 중 참가자 수가 제일 많았던 미스 월드 2004년의 107명의 참가자를 능가하여, 109명의 참가자들이 경쟁을 벌였다. 2009년에 110개 국가에서 참가할 예정이므로 참가자 수의 기록이 깨어질 수 있다.
미스 월드 2007년 우승자 장지린이 미스 월드 2008의 우승자 러시아의 크세니야 스키노바에게 왕관을 씌워주었다.

## 최종결과

### 순위
| 결과           | 국가 및 이름 |
| -------------- | --- |
| 미스 월드 2008 | - 러시아 - 크세니야 스키노바 |
| 2위            | - 인도 - 파바티 오마나쿠탄 |
| 3위            | - 트리니다드 토바고 - 가브리엘 월콧 |
| Top 5          | - 앙골라 - 브리짓 도스 산토스 - 남아프리카 공화국 - 탄지 코엣지 |
| Top 15         | - 바베이도스 - 나탈리 그리피스 - 브라질 - 타말라 알메이다 - 크로아티아 - 조시파 쿠식 - 아이슬란드 - 알렉산드라 이바스도디르 - 카자흐스탄 - 알피나 나시로바 - 멕시코 - 아나가브리엘라 에스피노사 - 푸에르토리코 - 이보네 오르시니 - 스페인 - 페트리샤 로드리게즈 - 우크라이나 - 이리나 즈라브스카야 - 베네수엘라 - 하넬리 퀸테로 |

## 본선 전 대회

#### 결과
| 결과      | 이름 |
| --------- | --- |
| 준 결승자 | - 바베이도스 - 나탈리 그리피스 - 아이슬란드 - 알렉산드라 이바스도디르 - 멕시코 - 아나가브리엘라 에스피노사 - 러시아 - 크세니야 스키노바 |

### 패스트 트랙 이벤트

#### 비치 뷰티
미스 월드 비치 뷰티는 각자 다른 수영복을 입고 경쟁을 벌이는 대회이다.
2008년 11월 29일에 더반의 비버리 힐스 호텔에서 열렸으며, 25명의 준 결승자중 선발되었다.
- 우승: 멕시코
- 2위: 남아프리카 공화국
- 3위: 러시아
- Top 10: 앙골라, 인도, 레바논, 필리핀, 푸에르토 리코, 스페인, 베네수엘라
- Top 25: 오스트레일리아, 콜롬비아, 크로아티아, 이집트, 카자흐스탄, 뉴질랜드, 파라과이, 세르비아, 태국, 트리니다드 토바고, 터키, 우크라이나, 미국, 우루과이, 짐바브웨

#### 톱 모델
미스 월드 톱 모델은 모델과 가장 가까운 모습의 우승자를 뽑는다.
2008년 12월 3일에 소웨토의 월터 시술루 스퀘어에서 열렸으며, 32명의 준 결승자중 선발되었다.
- 우승: 러시아
- 2위: 앙골라
- 3위: 인도
- Top 10: 크로아티아, 퀴라소 섬, 체코, 멕시코, 남아프리카 공화국, 스페인, 베네수엘라
- Top 32: 아르헨티나, 바베이도스, 벨라루스, 브라질, 중국, 콜롬비아, 에티오피아, 이탈리아, 일본, 카자흐스탄, 레바논, 말레이시아, 나미비아, 노르웨이, 파라과이, 페루, 필리핀, 푸에르토 리코, 태국, 트리니다드 토바고, 미국, 짐바브웨

#### 스포츠
미스 월드 스포츠는 윗몸일으키기, 팔굽혀펴기, 점핑 잭 과 그 외의 것을 한 후, 제일 빠르게 들어온 후보가 다음 경기에 참여하여, 수영과 멀리뛰기를 하여 6명의 준 결승자 중 3명의 후보를 추려낸다.
2008년 12월 5일에 멀더스드리프트 가우텡에서 열렸다.
- 우승: 아이슬란드
- 2위: 나이지리아
- 3위: 포르투갈
- Top 6: 그리스, 이스라엘, 페루

#### 탤런트
미스 월드 탤런트는 참가자들이 노래, 춤, 시 등의 장기를 발휘하여 심사 후 선발한다.
2008년 12월 7일 요하네스버그의 샌톤 컨벤션 센터에서 열렸다.
- 우승: 바베이도스
- 2위: 오스트리아
- 3위: 우크라이나
- Top 19: 케이먼 제도, 대만, 크로아티아, 덴마크, 지브롤터, 인도네시아, 아일랜드, 카자흐스탄, 리투아니아, 말레이시아, 마르티니크, 멕시코, 나이지리아, 북아일랜드, 포르투갈, 남아프리카 공화국

#### Beauty With A Purpose
봉사 활동 등으로 사회에 도움이 되는 일을 한 후보에게 본선 대회에서 수여하였다.
- 우승자 : 트리니다드 토바고, 가브리엘 월콧 : 소아암 기금에 10만불을 기부하였다.
- Top 4: 헝가리, 스질비아 프레이어 : 장애인들을 위한 기금에서 활동했다., 케냐, 루스 키누티아 : 고아들을 위한 HIV/AIDS 예방 활동을 하였다., 멕시코, 아나가브리엘라 에스피노사 : 집이 없는 어린 소녀들에게 희망을 주었다.

### 특별상

#### 베스트 월드 드레스 디자이너
- 우승자: 미국
- 2위: 푸에르토리코
- 3위: 과테말라

### 콘티넨탈 퀸 오브 뷰티
각 대륙별로 아프리카, 아메리카, 아시아 & 태평양, 카리브 제도, 유럽에서 각각 한 명씩 Top 5에 진출시킨다.
- 아프리카 : 앙골라 - 브리짓 도스 산토스
- 아메리카 : 베네수엘라 - 하넬리 퀸테로
- 아시아 & 태평양 : 인도 - 파바티 오마나쿠탄
- 카리브 제도 : 트리니다드 토바고 - 가브리엘 월콧
- 유럽 : 러시아 - 크세니야 스키노바

## 참가자 명단

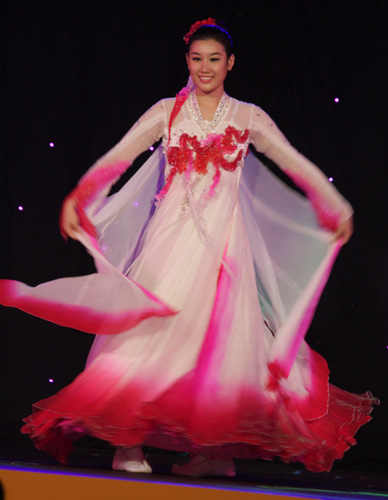
미스 월드 2008에 대한민국 대표로 참가한 최보인.

- 109개국의 대표가 참가하였다.

| 국가                  | 이름                        | 나이 | 키 (cm) | 출신지               | 대륙            |
| --------------------- | --------------------------- | ---- | ------- | -------------------- | --------------- |
| 알바니아              | 에글라 하시                 | 17   | 175     | 티라나               | 유럽            |
| 앙골라                | 브리짓 도스 산토스          | 18   | 180     | 루안다               | 아프리카        |
| 앤티가 바부다         | 애티나 제임스               | 18   | 180     | 세인트 존스          | 카리브 제도     |
| 아르헨티나            | 아그스티나 퀸테로스         | 18   | 176     | 산타로사             | 아메리카        |
| 아루바                | 크리스티나 트레죠           | 20   | 175     | 탄키 플립            | 카리브 제도     |
| 오스트레일리아        | 케이티 리차드슨             | 20   | 178     | 알비온 파크          | 아시아 & 태평양 |
| 오스트리아            | 캐서린 크라푸스             | 23   | 177     | 그라츠               | 유럽            |
| 바하마                | 티니세 존슨                 | 21   | 176     | 나소                 | 카리브 제도     |
| 바베이도스            | 나탈리 그리피스             | 18   | 168     | 브리지타운           | 카리브 제도     |
| 벨라루스              | 볼라 키진코바               | 21   | 184     | 비텝스크             | 유럽            |
| 벨기에                | 알리제 폴리섹               | 21   | 175     | 브뤼셀               | 유럽            |
| 벨리즈                | 카마이네 키나펜             | 21   | 174     | 벨리즈시티           | 아메리카        |
| 볼리비아              | 재클린 아리아스             | 18   | 177     | 산타 크루즈          | 아메리카        |
| 보스니아 헤르체고비나 | 탄야 부이식                 | 18   | 178     | 모스타르             | 유럽            |
| 보츠와나              | 잇셍 고모초                 | 19   | 178     | 가보로네             | 아프리카        |
| 브라질                | 타말라 알메이다             | 23   | 174     | 이파팅가             | 아메리카        |
| 불가리아              | 줄리아 유레비치             | 19   | 177     | 코즐로두이           | 유럽            |
| 캐나다                | 레아 레어세                 | 20   | 178     | 해밀턴               | 아메리카        |
| 케이맨 제도           | 니코시아 로슨               | 25   | 175     | 조지타운             | 카리브 제도     |
| 칠레                  | 나탈리 칠렛                 | 23   | 175     | 산티아고             | 아메리카        |
| 중국                  | 메이 얀 링                  | 24   | 180     | 다롄                 | 아시아 & 태평양 |
| 중화민국              | 제이미 린                   | 24   | 173     | 타이중               | 아시아 & 태평양 |
| 콜롬비아              | 캐서린 메디나               | 17   | 180     | 메델린               | 아메리카        |
| 콩고 민주 공화국      | 크리스텔 딜라               | 18   | 174     | 킨샤사               | 아프리카        |
| 코스타리카            | 아멜리아 마타모로스         | 19   | 175     | 나랑호               | 아메리카        |
| 크로아티아            | 조시파 쿠식                 | 20   | 182     | 자그레브             | 유럽            |
| 퀴라소                | 노라이라 프란시스코         | 23   | 181     | 빌렘스타트           | 카리브 제도     |
| 키프로스              | 마리 바시레우               | 18   | 168     | 라르나카             | 유럽            |
| 체코                  | 수잔나 잔도바               | 20   | 180     | 카르비나             | 유럽            |
| 덴마크                | 리사 렌츠                   | 21   | 177     | 코펜하겐             | 유럽            |
| 도미니카 공화국       | 나탈리 몬테스 데 오카       | 21   | 175     | 산토도밍고           | 카리브 제도     |
| 에콰도르              | 마조리에 세바로스           | 22   | 183     | 과야킬               | 아메리카        |
| 이집트                | 산나 이스메일 하메드        | 24   | 175     | 알렉산드리아         | 아프리카        |
| 엘살바도르            | 가브리엘라 가비디아         | 18   | 173     | 라리베르타드         | 아메리카        |
| 영국                  | 로라 콜맨                   | 22   | 175     | 레스터               | 유럽            |
| 에티오피아            | 히브렛 페카두               | 18   | 180     | 아디스 아바바        | 아프리카        |
| 핀란드                | 린다 윅스테드               | 19   | 174     | 헬싱키               | 유럽            |
| 프랑스                | 로라 탕구이                 | 20   | 175     | 앙제                 | 유럽            |
| 조지아                | 카투나 스킬트라제           | 18   | 177     | 트빌리시             | 유럽            |
| 독일                  | 안네 카트린 월터            | 21   | 172     | 다메-슈프레발트      | 유럽            |
| 가나                  | 프랜시스 타키-멘사          | 22   | 180     | 엘미나               | 아프리카        |
| 지브롤터              | 크리스텔 로바               | 22   | 178     | 지브롤터             | 유럽            |
| 그리스                | 안젤리키 카라치             | 24   | 173     | 테살로니키           | 유럽            |
| 과들루프              | 프레데리카 카펜티에르       | 23   | 175     | 바스테르             | 카리브 제도     |
| 과테말라              | 마리벨 아라나               | 23   | 174     | 과테말라 시티        | 아메리카        |
| 가이아나              | 크리스타 시몬스             | 23   | 173     | 조지타운             | 아메리카        |
| 온두라스              | 가브리엘라 자발라           | 23   | 183     | 산페드로술라         | 아메리카        |
| 홍콩                  | 스카이 첸                   | 24   | 168     | 홍콩                 | 아시아 & 태평양 |
| 헝가리                | 스질비아 프레이어           | 24   | 174     | 부다페스트           | 유럽            |
| 아이슬란드            | 알렉산드라 이바스도디르     | 18   | 180     | 레이캬비크           | 유럽            |
| 인도                  | 파바티 오마나쿠탄           | 21   | 175     | 코타얌               | 아시아 & 태평양 |
| 인도네시아            | 산드라 안젤리아             | 22   | 168     | 수라바야             | 아시아 & 태평양 |
| 아일랜드              | 신넷 누난                   | 21   | 175     | 컨트리 미트          | 유럽            |
| 이스라엘              | 타마르 지스킨               | 23   | 176     | 하이파               | 아시아 & 태평양 |
| 이탈리아              | 클라우디아 루소             | 25   | 178     | 메시나               | 유럽            |
| 자메이카              | 브리타니 라이온스           | 19   | 166     | 킹스턴               | 카리브 제도     |
| 일본                  | 쿠보데라 미즈키             | 21   | 173     | 가나가와             | 아시아 & 태평양 |
| 카자흐스탄            | 알피나 나시로바             | 20   | 175     | 알마티               | 아시아 & 태평양 |
| 케냐                  | 루스 키누시아               | 22   | 184     | 나이로비             | 아프리카        |
| 대한민국              | 최보인                      | 22   | 169     | 서울                 | 아시아 & 태평양 |
| 라트비아              | 이나 아브라세비카           | 20   | 180     | 되벨레               | 유럽            |
| 레바논                | 로사리타 타윌               | 20   | 178     | 베이루트             | 아시아 & 태평양 |
| 리투아니아            | 가브리엘 마르티로시아나이테 | 17   | 176     | 카우나스             | 유럽            |
| 말레이시아            | 수 윈치                     | 23   | 170     | 세랑고르             | 아시아 & 태평양 |
| 몰타                  | 말타 피네치                 | 17   | 170     | 세인트 줄리안스      | 유럽            |
| 마르티니크            | 엘로디 델로                 | 18   | 183     | 포르 드 프랑스       | 카리브 제도     |
| 모리셔스              | 올리비아 캐리               | 19   | 170     | 바코아스             | 아메리카        |
| 멕시코                | 아나가브리엘라 에스피노사   | 20   | 180     | 몽테레이             | 아메리카        |
| 몰도바                | 이아나 바르나코바           | 17   | 180     | 키시너우             | 유럽            |
| 몽골                  | 아눈 친밧                   | 23   | 173     | 울란 바토르          | 아시아 & 태평양 |
| 몬테네그로            | 마리아나 미하지로비치       | 18   | 180     | 플라브니카           | 유럽            |
| 나미비아              | 말리제 로버츠               | 21   | 180     | 빈트후크             | 아프리카        |
| 네덜란드              | 카르멘 쿨                   | 22   | 178     | 아른헴               | 유럽            |
| 뉴질랜드              | 카후란기 테일러             | 17   | 180     | 오클랜드             | 아시아 & 태평양 |
| 나이지리아            | 아데이즈 이그웨             | 18   | 173     | 아우카               | 아프리카        |
| 북아일랜드            | 주디스 윌슨                 | 23   | 180     | 에니스킬른           | 유럽            |
| 노르웨이              | 르네 이제리                 | 21   | 178     | 스타방에르           | 유럽            |
| 파라과이              | 가브리엘라 레잘라           | 19   | 173     | 녬브                 | 아메리카        |
| 페루                  | 안마리 데하이넛             | 18   | 175     | 리마                 | 아메리카        |
| 필리핀                | 다니엘 카스타뇨             | 18   | 174     | 퀘존 시티            | 아시아 & 태평양 |
| 폴란드                | 클라우디아 웅걸맨           | 20   | 180     | 위시어라즈           | 유럽            |
| 포르투갈              | 안드레야 로드리게스         | 24   | 175     | 리스본               | 유럽            |
| 푸에르토리코          | 이보네 오르시니             | 20   | 175     | 바야몬               | 카리브 제도     |
| 러시아                | 크세니야 스키노바           | 21   | 178     | 튜멘                 | 유럽            |
| 스코틀랜드            | 스테파니 윌렘시             | 19   | 180     | 글래스고             | 유럽            |
| 세르비아              | 니베나 니포박               | 19   | 175     | 벨그라드             | 유럽            |
| 세이셸                | 엘레나 안지오네             | 22   | 168     | 마헤                 | 아프리카        |
| 시에라리온            | 티릴라 골드슨               | 24   | 188     | 프리타운             | 아프리카        |
| 싱가포르              | 패럴라이자 탠               | 22   | 175     | 싱가포르             | 아시아 & 태평양 |
| 슬로바키아            | 에디타 크레사코바           | 19   | 180     | 세냐                 | 유럽            |
| 남아프리카 공화국     | 탄지 코엣지                 | 23   | 174     | 요하네스버그         | 아프리카        |
| 에스파냐              | 페트리샤 로드리게즈         | 18   | 179     | 그라나딜라 데 아보나 | 유럽            |
| 스리랑카              | 로셸 코레아                 | 24   | 180     | 콜롬보               | 아시아 & 태평양 |
| 세인트루시아          | 조이-앤 비스켓              | 22   | 173     | 캐스트리스           | 카리브 제도     |
| 스와질란드            | 티파니 시멜란               | 20   | 172     | 므람반야치           | 아프리카        |
| 스웨덴                | 제니퍼 팜 룬드버그          | 22   | 176     | 시그투나             | 유럽            |
| 탄자니아              | 나슬림 나디예               | 22   | 174     | 므완자               | 아프리카        |
| 태국                  | 우마라파스 줄리아카샨       | 23   | 173     | 방콕                 | 아시아 & 태평양 |
| 트리니다드 토바고     | 가브리엘 월콧               | 23   | 170     | 포트 오브 스페인     | 카리브 제도     |
| 튀르키예              | 레이라 투굿루               | 19   | 175     | 이스탄불             | 유럽            |
| 우간다                | 도라 뮈마                   | 18   | 175     | 토로로               | 아프리카        |
| 우크라이나            | 이리나 즈라브스카야         | 18   | 177     | 키예프               | 유럽            |
| 미국                  | 라네 린델                   | 18   | 177     | 플로리다             | 아메리카        |
| 우루과이              | 파티미 다빌라               | 20   | 175     | 몽테비디오           | 아메리카        |
| 베네수엘라            | 하넬리 퀸테로               | 23   | 176     | 카라카스             | 아메리카        |
| 베트남                | 두옹 트루옹 티엔 리         | 19   | 169     | 동탑                 | 아시아 & 태평양 |
| 웨일스                | 클로에 모건                 | 22   | 175     | 쿰브란               | 유럽            |
| 잠비아                | 윈프리다 모푸               | 19   | 172     | 루사카               | 아프리카        |
| 짐바브웨              | 신시아 무비리미             | 25   | 170     | 하라레               | 아프리카        |

### 재 참가 국가
- 세이셸1999년 참가 이후 재 참가.
- 앤티가 바부다,  이집트, 온두라스 2004년 참가 이후 재 참가.
- 중화민국 2005년 참가 이후 재 참가.
- 바베이도스,  콩고 민주 공화국,  포르투갈,  세인트루시아,  우루과이,  잠비아 2006년 참가 이후 재 참가.

### 비 참가국
- 에스토니아 , 북마케도니아,  루마니아,  그레나다,  슬로베니아 : 스폰서가 부족해 재정상의 문제가 발생해 참가하지 않는다.
- 파나마 : 남아프리카 공화국의 비자를 얻지 못해 참가하지 않는다.
- 수리남 : 미스 월드 수리남 조직회에서 참가를 허용하지 않았다.
- 네팔 : 미스 네팔 대회가 2008년 8월 23일에 열릴 예정이었으나, 자국 내 정치적 사상의 이유로 미스 네팔 대회 자체가 무한정 미루어졌다.

## 참가자 정보
- 이집트: 미스 이집트 미리암 조지는 출국하기 전에 나타나지 않은 이유로 산나 이스메일 하메드가 출전하게 되었다.
- 홍콩: 이델위스 청은 2위 인 스카이 첸에게 기회를 넘겼고, 미스 차이니스 인터내셔널 2009 대회에 출전하게 된다.
- 필리핀: 자니나 산 미겔은 개인 적인 결정으로 2위인 다니엘 카스타뇨에게 왕관을 넘겼다.
- 스웨덴: 제니퍼 팜 룬드버그는 원래 4위였으나, 잘못된 결과 발표로 다시 결과를 뒤집게 되어 출전하게 되었다. 이때 Top 3에 들었던 우승자 어맨다 울프도터와 2, 3위에 있던 후보자 모두 항의했지만, 결국 세 명 모두 자격 박탈을 당했다.
- 타이: 타이 왕실의 공주 갈리아니 바다나가 사망해서, 미스 태국 월드 대회가 열리지 않아, 2007년 대회 2위인 우마라파스 줄리아카샨이 출전했다.
- 베트남: 본래 우승자는 트랜 티 투이 덩이지만, 고등학교를 졸업하지 않았다는 사실이 발각되면서 박탈당했고,[95], 미스 유니버스 베트남 2008 대회에 출전하였던 두옹 트루옹 티엔 리가 출전하였다[91].

- 탄지 코엣지 (남아프리카 공화국)는 미스 유니버스 2008 대회에서 준 결승에 진출하였으나, 애티나 제임스 (앤티가 바부다), 알리제 폴리섹 (벨기에), 로라 탕구이 (프랑스), 알피나 나시로바 (카자흐스탄), 올리비아 캐리 (모리셔스)는 진출하지 못했다.
- 파티미 다빌라 (우루과이)는 미스 유니버스 2006 대회에 출전하였으나, 준 결승 진출에 실패하였다.
- 니코시아 로슨 (케이먼 제도), 로사리타 타윌 (레바논), 말리제 로버츠 (나미비아)는 미스 유니버스 2009 대회에 출전할 예정이다.
- 타말라 알메이다 (브라질)는 미스 마야 문디알 2006 대회에서 3위를 했고, 미스 투어리즘 퀸 인터내셔널 2007 대회에서 특별 지역을 대표했다. 나탈리 몬테스 데 오카 (도미니카 공화국)도 참여하였으나, 준 결승 진출에 실패하였다[96].
- 하넬리 퀸테로 (베네수엘라)는 레이나 히스파노메리카나 2007 대회에서 Top 5 안에 진출하였다.
- 나탈리 칠렛 (칠레)은 미스 어스 2005대회에서 Top 8 안에 진출하였고, 미스 콘티넨테 아메리카노 2007 대회에 Top 6에 진출하였다. 가브리엘라 자발라 (온두라스)는 미스 어스 2004 대회에 Top 8에 진출하였다.
- 엘로디 델로 (마르티니크)는 미스 어스 2007 대회에서 Top 16에 진출하였다.

| 미스 월드 개최국               |                                                     |                                                     |
| 이전 미스 월드 2007 중국, 싼야 | 현재 미스 월드 2008 남아프리카 공화국, 요하네스버그 | 이후 미스 월드 2009 남아프리카 공화국, 요하네스버그 |

| 미스 월드 우승자                |                                              |                                              |
| 이전 미스 월드 2007 중국 장지린 | 현재 미스 월드 2008 러시아 크세니야 스키노바 | 이후 미스 월드 2009 지브롤터 카이앤 알도리노 |

## 같이 보기
- 미스월드
- 미스 월드 2009
- 미스유니버스
- 미스 유니버스 2007
- 미스 유니버스 2008
- 미스 유니버스 2009
- 미스코리아